# Il dottor T & le donne
Il dottor T & le donne (Dr. T & the Women) è un film commedia del 2000 diretto da Robert Altman.

## Trama
Il Dr. Sullivan Travis (chiamato "Dr. T."), è il ginecologo preferito dalle donne dell'alta società di Dallas. Si trova a vedere la propria vita idilliaca cadere a pezzi quando sua moglie Kate inizia a soffrire di una rara regressione infantile e viene ricoverata in una clinica psichiatrica. Bree, un'istruttrice di golf, si innamora del Dr. T, ricambiata, e gli offre conforto. Anche la fedele segretaria del Dr. T, Carolyn è segretamente innamorata di lui, ma il sentimento non è reciproco. La cognata del Dr. T, Peggy, si intromette in ogni situazione in cui si imbatte. La figlia maggiore del Dr. T., Dee Dee, affronta i preparativi del proprio matrimonio nonostante sia segretamente lesbica e abbia una relazione segreta con Marilyn, la damigella d'onore. La figlia minore, Connie, è invece una ribelle appassionata delle teorie di complotto. L'epilogo è rocambolesco e finisce sotto un diluvio dove tutte le storie si completano.

## Colonna sonora
La colonna sonora del film è stata composta dal cantante Lyle Lovett, che ha inciso l'album T & The Women nel settembre 2000.

## Accoglienza
Il film non fu un successo al botteghino, incassando globalmente quasi 23 milioni di dollari contro un budget di 12 milioni di dollari. Ha inoltre recensioni contrastanti da parte della critica. Il sito Rotten Tomatoes ha dato al film un punteggio del 58% sulla base di 102 recensioni, mentre il sito Metacritic ha dato al film un punteggio medio del 64% basato su 35 recensioni.

## Riconoscimenti
- Satellite Award 2001
  - Nomination al migliore attore in un film commedia o musicale per Richard Gere.

## Distribuzione
Il film, distribuito dalla Artisan Entertainment, è stato distribuito nelle sale cinematografiche statunitensi a partire dal 13 ottobre del 2000 e in quelle italiane a partire dal 6 ottobre con 7 giorni di anticipo.